# Base Scott

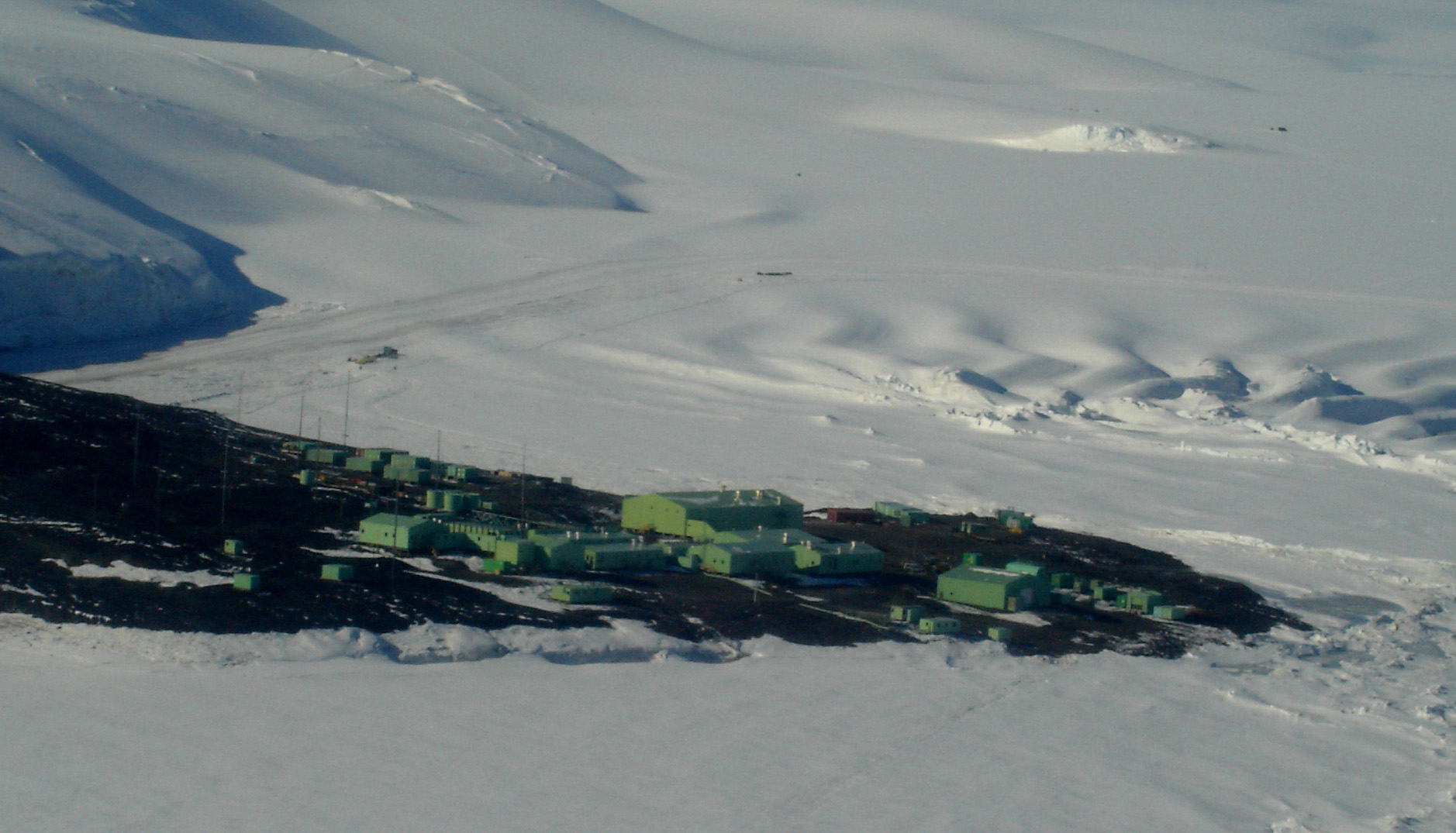
Fotografía aérea de la Base Scott en enero de 2006.

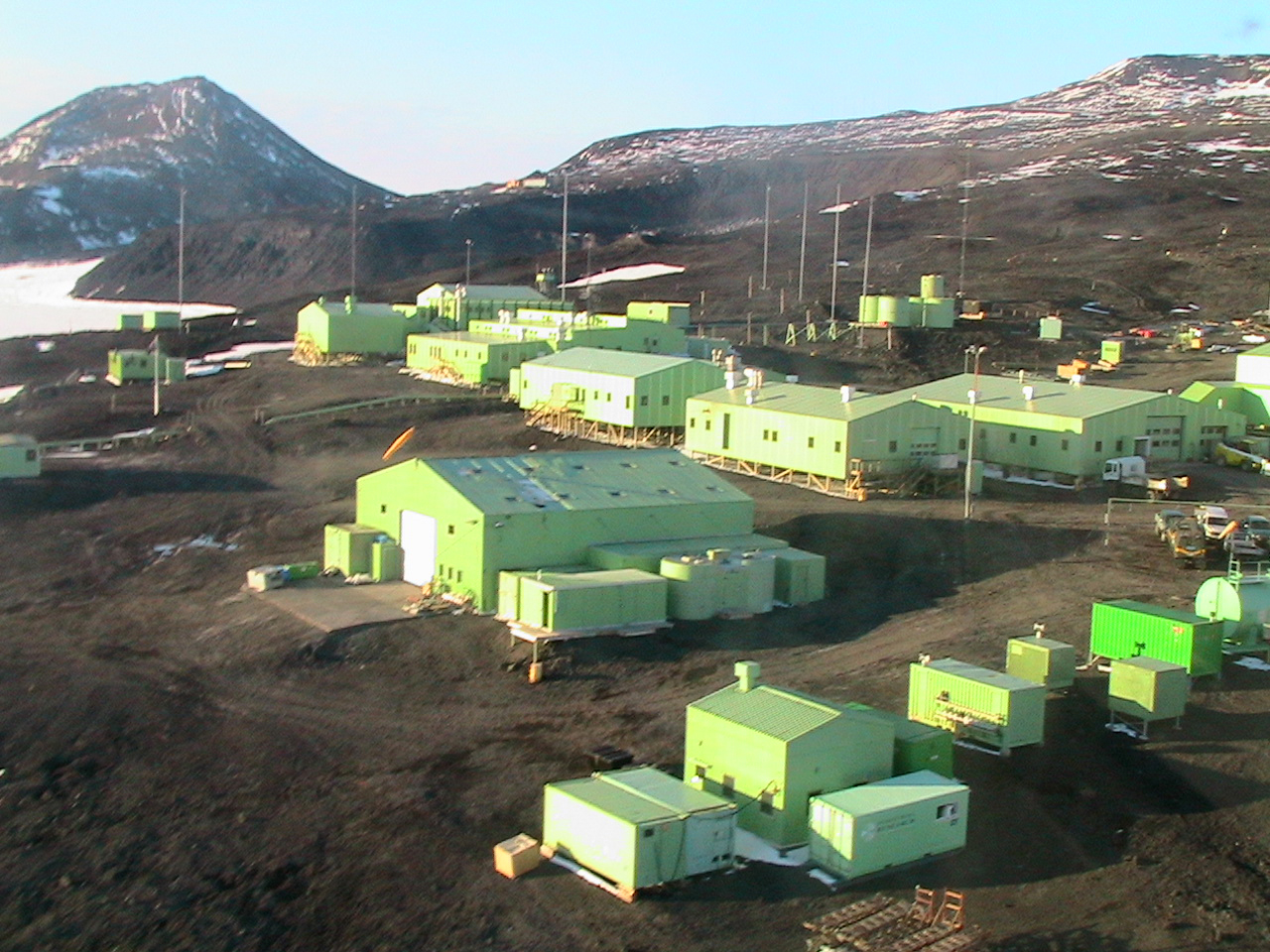
Fotografía aérea de la Base Scott.

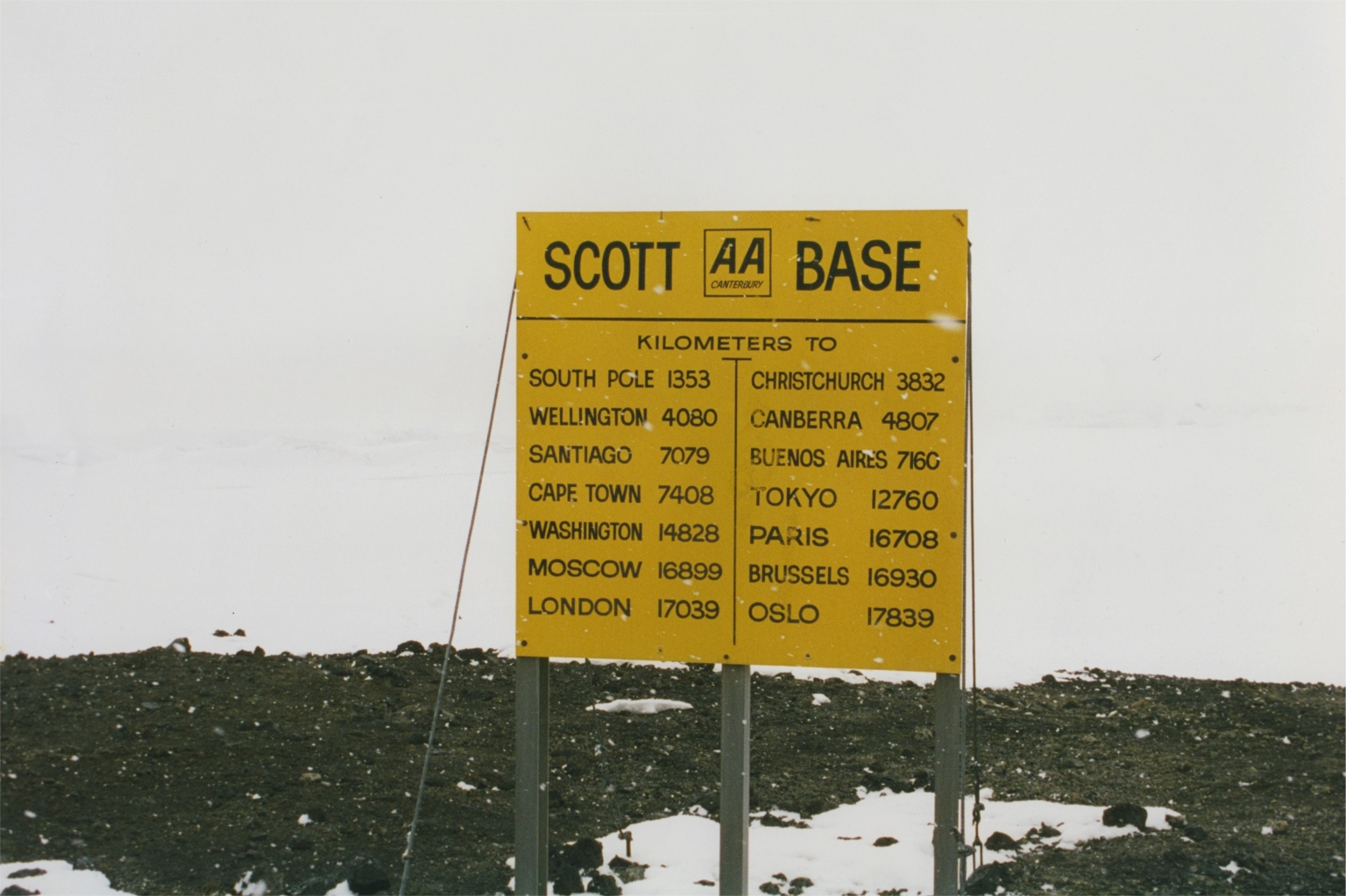
Cartel característico en la Antártida, en la Base Scott.

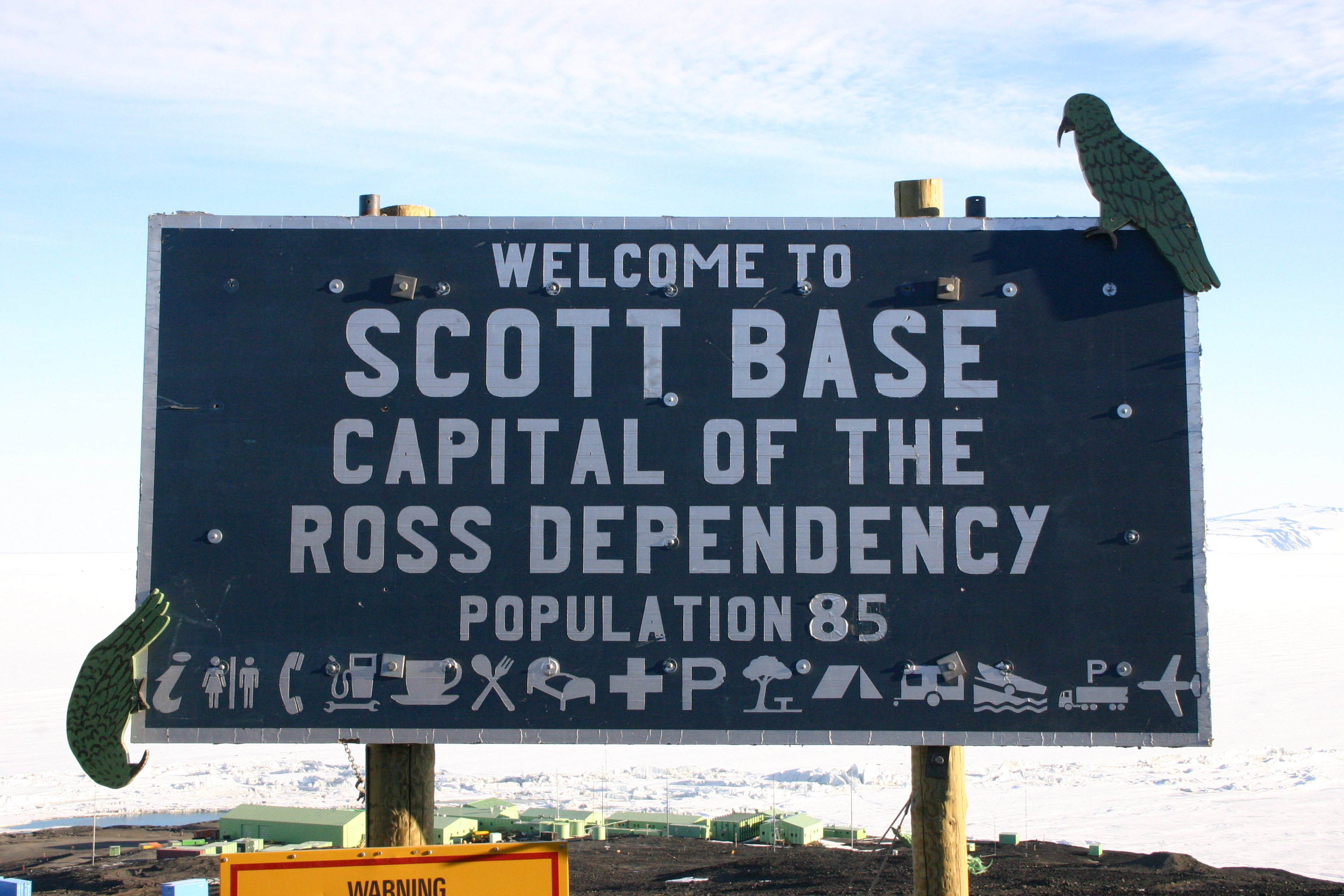
Cartel de bienvenida.

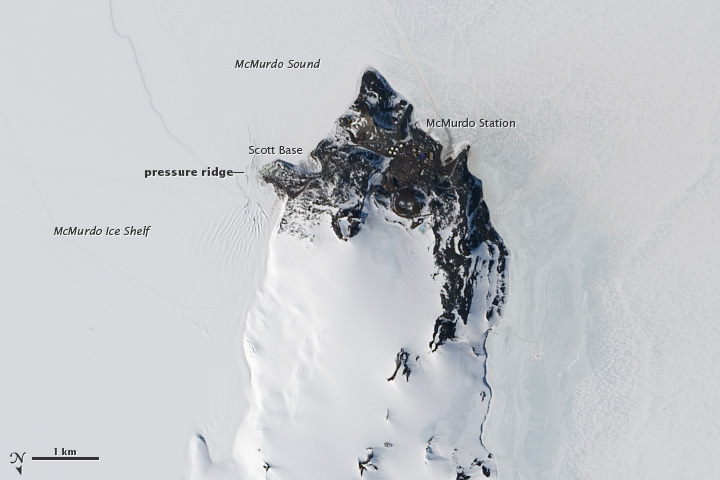
Vista de las bases Scott y McMurdo.

La base Scott es una estación de investigación científica de Nueva Zelanda en la Antártida, ubicada en las coordenadas 77°50′56″S 166°45′52″E / -77.84889, 166.76444. Fue bautizada en honor al capitán Robert Falcon Scott de la Marina Real Británica, líder de dos expediciones del Reino Unido al área del mar de Ross. La base se ubica en la punta Pram de la península Hut Point en la isla Ross en el estrecho de McMurdo, próxima al monte Erebus. Es la principal base de Nueva Zelanda en la Antártida, que reclama el área en donde se encuentra (Dependencia Ross), y fue instalada como soporte de las investigaciones de terreno y centro de investigación de ciencias de la tierra, pero actualmente efectúa investigaciones en muchos campos.

## Historia
La Base Scott fue construida como parte de la contribución del Gobierno de Nueva Zelanda al Año Geofísico Internacional (AGI), proyecto de 1957. Los observadores neozelandeses que tenían la tarea de escoger el lugar donde se instalaría la base se dirigieron a bahía McMurdo con los Estados Unidos en la Operación Deep Freeze I en el verano de 1955. Después de evaluar muchos lugares posibles, fue elegida punta Butter, pero al no poder accederse al sitio, fue cambiada a punta Pram que tenía mejor acceso terrestre. La Expedición Fuchs-Hillary utilizó la base en 1957-1958. Desde 1962 la base pasó a ser permanente.
Durante el AGI la base estadounidense de punta Hut no operaba como base científica. Fue responsabilidad de la expedición neozelandesa proporcionar los importantes datos científicos (de auroras, ionosféricos, sísmicos, etc.), enlazando las actividades de investigación del área de McMurdo con las de la Base Polo Sur de Estados Unidos y la base conjunta de Estados Unidos y Nueva Zelanda del cabo Hallett en la Tierra Victoria.
Nueva Zelanda ha continuado operando la base para investigaciones científicas, muchas de las cuales dependen de la continuidad de los datos tomados en un período de años. Con el objeto de mantener las operaciones, un programa de reconstrucción de la base comenzó en 1976. En 2005 la única construcción original era el módulo TAE, que contiene material que da testimonio de la participación de Nueva Zelanda en la Antártida desde 1957. En 2005 se encargó el Hillary Field Centre, de dos plantas de altura, que aumentó la superficie de suelo ocupada por la Base Scott a unos 1800 metros cuadrados y proporcionó áreas para el trabajo de campo y espacio adicional para oficinas. La construcción fue inaugurada oficialmente por el ministro de relaciones exteriores Phil Goff y por Edmund Hillary.
Desde 1957 hasta 1986 los perros formaron parte de las operaciones de la base. Inicialmente fueron un medio de transporte esencial, pero al aumentar el nivel tecnológico su importancia cayó hasta que fueron retirados por tratados ambientales.

## La base en la actualidad
La base consiste en un impecable grupo de construcciones verde lima que están conectados por corredores de toda temporada. Estas construcciones pueden albergar 85 personas en verano, con un personal de planta de entre 10 y 14 personas que permanecen en invierno.
Como la cercana Base McMurdo, la Base Scott está conectada a la red telefónica mundial, y se puede acceder a ella marcando +64-2409 más un número local de cuatro dígitos.
Junto con otras bases, es operada por Antarctica New Zealand. Ésta tiene un extensivo programa de investigación científica, enfocándose en los campos de ambientes físicos antárticos, el océano Austral y los ecosistemas antárticos.

## Clima
La base tiene básicamente las típicas condiciones de la Antártida, con temperaturas mínimas de alrededor de -45 °C y máximas de verano que solo ocasionalmente superan el punto de congelación. Está expuesta de lleno a la fuerza de los blizzard del sur, aunque es menos ventosa que la Base McMurdo. Las máximas velocidades del viento registradas han sido ráfagas de hasta 185 km/h con velocidades en condiciones de blizzard de 95–115 km/h. La mayor temperatura registrada fue 6 °C, la menor fue -57 °C, y la temperatura media -19,6 °C .
|                                                              | Ene  | Feb   | Mar   | Abr | May   | Jun | Jul   | Ago   | Sep   | Oct   | Nov   | Dic  | Anual |
| ------------------------------------------------------------ | ---- | ----- | ----- | --- | ----- | --- | ----- | ----- | ----- | ----- | ----- | ---- | ----- |
| Temperaturas medias (°C)                                     | -4,5 | -11,4 | -20,5 | -24 | -25,6 | -26 | -28,3 | -29,7 | -28,1 | -21,3 | -11,4 | -4,8 | -19,6 |
| Fuente: National Institute of Water and Atmospheric Research |      |       |       |     |       |     |       |       |       |       |       |      |       |

## Sitio y monumento histórico
La Cabaña A de la Base Scott, la única construcción que queda de la expedición transantártica de 1956-1957, fue designada Sitio y Monumento Histórico de la Antártida n.º 75 bajo el Tratado Antártico.